# Comisarul Miclovan

Comisarul Miclovan (Sergiu Nicolaescu) pe afișul filmului Cu mîinile curate / 1972

Comisarul Tudor Miclovan este un comisar de poliție fictiv interpretat de actorul și regizorul de film Sergiu Nicolaescu în filmele Cu mîinile curate (1972), Ultimul cartuș (1973), fiind urmat de Comisarul Moldovan în filmele Un comisar acuză (1974), Revanșa (1978), Duelul (1981) și Supraviețuitorul (2008).
Sursele de inspirație ale personajului Miclovan au fost comisarii de poliție Eugen Alimănescu și Gheorghe Cambrea.
Personajul este considerat a fi de „factură viril-lirică”, fiind nevoit să scoată des pistolul pentru a face dreptate.
„Pasiunea pentru filmele polițiste poate că ține și de faptul că am în familie un bunic șef de poliție (tatăl mamei) și un unchi comisar în Bucureștiul anilor 1935-1951. Așa s-au născut comisarul Miclovan, Lăscărică și Semaca.”—Sergiu Nicolaescu

## Cu mîinile curate
În filmul Cu mîinile curate (1972), comisarul Miclovan se prezintă astfel: „Tudor Miclovan, 35 de ani, neînsurat din principiu, politică nu, tot din principiu, metode nu prea ortodoxe, puțin afemeiat, nu încurcă borcanele”.
În acest film este prezentată lupta comisarilor Roman (Ilarion Ciobanu) și Miclovan cu grupările de crimă organizată din Bucureștiul de după cel de-al doilea război mondial. La finalul filmului, comisarul Miclovan moare după ce reușise să anihileze majoritatea bandelor înarmate care terorizau capitala.
Ca modele pentru comisarul Miclovan au fost actorii americani James Cagney și Humphrey Bogart. 

## Duelul
Acțiunea filmului Duelul se petrece în septembrie 1939. Comisarul Moldovan scoate aici mult mai rar pistolul, fiindu-i revelată o latură didactic-moralizatoare vizavi de delicvența juvenilă. Personajul apare fără familie, singuratic ca un samurai (după cum afirma jurnalista Alice Mănoiu), și își îndreaptă accesele de paternitate față de un grup de copii ai străzii, certați cu legea și victime ale mizeriei din anii crizei economice și ale șomajului.

## A se vedea și
- Comisarul Roman